# جاجمنت داي
جدمنت داي بالإنجليزية (Judgment Day) هو أحد المهرجنات التي تقدم من قبل شركة wwe . تم عرض أول مهرجان عام 1998 .

## مواعيد وأماكن
| #                                               | Event                       | Date            | City                         | Venue                        | Main Event |
| ----------------------------------------------- | --------------------------- | --------------- | ---------------------------- | ---------------------------- | --- |
| 1                                               | Judgment Day: In Your House | أكتوبر 18, 1998 | روسمونت                      | صالة أولستايت                | أندرتيكر vs. كين for the vacant بطولة العالم للدبليو دبليو إي للوزن الثقيل (with ستون كولد ستيف أوستن as the أنواع مباريات المصارعة)  |
| 2                                               | جدمنت داي (2000)            | مايو 21, 2000   | لويفيل                       | Freedom Hall                 | دوين جونسون (c) vs. تربل إتش in an مباراة الرجل الحديدي for the WWF Championship (with شون مايكلز as the special guest referee)       |
| 3                                               | جدمنت داي (2001)            | مايو 20, 2001   | ساكرامنتو (كاليفورنيا)       | أركو أرينا                   | Stone Cold Steve Austin (c) vs. The Undertaker in a أنواع مباريات المصارعة for the WWF Championship                                   |
| 4                                               | جدمنت داي (2002)            | مايو 19, 2002   | ناشفيل                       | Gaylord Entertainment Center | هولك هوجان (c) vs. The Undertaker for the Undisputed WWE Championship                                                                 |
| 5                                               | جدمنت داي (2003)            | مايو 18, 2003   | تشارلوت (كارولاينا الشمالية) | Charlotte Coliseum           | بروك ليسنر (c) vs. بيغ شو in a أنواع مباريات المصارعة for the WWE Championship                                                        |
| 6                                               | جدمنت داي (2004)            | مايو 16, 2004   | لوس أنجلوس                   | ستيبلز سينتر                 | إدي غيريرو (c) vs. جون برادشو ليفيلد for the WWE Championship                                                                         |
| 7                                               | جدمنت داي (2005)            | مايو 22, 2005   | منيابولس                     | تارغت سنتر                   | جون سينا (c) vs. John "Bradshaw" Layfield in an "I Quit" match for the WWE Championship                                               |
| 8                                               | جدمنت داي (2006)            | مايو 21, 2006   | فينيكس                       | US Airways Center            | ري ميستيريو (c) vs. بطولة دبليو دبليو إي الولايات المتحدة John "Bradshaw" Layfield for the بطولة العالم للوزن الثقيل (دبليو دبليو إي) |
| 9                                               | جدمنت داي (2007)            | مايو 20, 2007   | سانت لويس (ميزوري)           | Scottrade Center             | John Cena (c) vs. غريت كالي for the WWE Championship                                                                                  |
| 10                                              | جدمنت داي (2008)            | مايو 18, 2008   | أوماها                       | Qwest Center Omaha           | Triple H (c) vs. راندي أورتن in a أنواع مباريات المصارعة for the WWE Championship                                                     |
| 11                                              | جدمنت داي (2009)            | مايو 17, 2009   | Rosemont, Illinois           | صالة أولستايت                | Edge (c) vs. جيف هاردي for the World Heavyweight Championship                                                                         |
| (c) - refers to the champion prior to the match |                             |                 |                              |                              | |